# کین ولاسکوئز
کین ولاسکوئز یا کین ولاسکز (انگلیسی: Cain Velasquez (زاده ۲۸ ژوئیهٔ ۱۹۸۲ در آمریکا) ملقب به (کاردیو کین)، مبارز ترکیبی و کشتی‌گیر مکزیکی الاصل آمریکایی است که در دستهٔ سنگین‌وزن مسابقات یو.اف.سی فعالیت می‌کند. او در یواف سی ۱۲۱ براک لزنر را شکست داد و کمربند قهرمانی سنگین‌وزن را بدست آورد.
اما وي چند وقت پيش در WWE حضور پيدا كرد كه اين بار براك لزنر توانست وي را شكست دهد .
ولاسکز دو بار قهرمان سنگین‌وزن یو اف سی شده‌است.

## دوران تحصیل و ورزش
کین در یوما در اریزونا بزرگ شد. او فارغ‌التحصیل دبیرستان کوفا است؛ کین توانست در آنجا رکورد مسابقات کشتی ۱۱۰ برد و ۱۰ باخت را در چهار سال ثبت کند او توانست دو بار قهرمان کشتی 5A برای دبیرستان کوفا در اریزونا شود. کین برای سه سال فوتبال (فوتبال آمریکایی) بازی می‌کرد. او کاپیتان تیم فوتبال و تیم کشتی بود. او بازیکن تکل زنی بود و در خط دفاعی بعنوان line backer بازی می‌کرد. او بعد از دبیرستان برای یک فصل در کالج مرکزی ایوا حضور یافت. کین در سال (۲۰۰۲ _۲۰۰۱) در مسابقات قهرمانی ملی  NJCAA  در سنگین‌وزن (۲۸۵ پوند) مقام اول را بدست آورد و پس از ان به دانشگاه ایالتی اریزونا منتقل شد. او سه سال برای تیم سون دیولیس کشتی گرفت و رکورد ۸۶ برد و ۱۷ باخت را ثبت کرد. او مقام پنجم کشوری را در سال ۲۰۰۵ و ۴ کشوری را در سال ۲۰۰۶ بدست آورد.
کین در ASU در کنار مبارزان آینده یواف سی Ryan Bader و C.B.Dollaway کشتی گرفت. هم تیمی‌های او همیشه از اینکه کین قدرتمند و دیوانه در کنار انهاست احساس امنیت می‌کردند.

رایان بیدر می‌گوید:
((کین همیشه در چهره اش اخم بود. من فکر نمی‌کردم که او حتی یک کلمه بگوید. او نه به موسیقی گوش می‌داد و نه به این بر و آن بر می‌پرید. او فقط قبل از مبارزه خرخر می‌کرد. بسیاری از کشتی گیران علاوه بر چهره خشن او از قدرت و خستگی ناپذیری کین هراس داشتند. او واقعاً خستگی ناپذیر بود))

## دوران ورزشی ام ام ای
کین پس از ASU به ام ام ای رفت. او آموزش خود را در اکادمی کیک بوکسینگ آمریکا (AKA) شروع کرد. دانیل کورمایر، حبیب نورماگومدوف و لوک راکهولد که هرکدام قهرمانان وزن‌های مختلف یو اف سی اند، سال هاست که در این آکادمی هم تیمی کین ولاسکز هستند. دانیل کورمایر دوست کین و معمولاً حریف تمرینی او در این آکادمی است. او کمربند قهوه‌ای خود در جوجیتسوی guerilla را تحت نظر دیو کاماریلو و کمربند مشکی خود در جوجیتسوی برزیلی را تحت نظر لئوناردو ویرا برای تکمیل سطح مهارت‌های کشتی خود بدست آورد.
کین پس از پیوستن به یواف سی ابتدا مورد انتقاد بسیاری قرار گرفت، منتقدین او می‌گفتند که کین خیلی زود به یواف سی آمده‌است. اما کین با مبارزات و بردهایش در مقابل بزرگان سنگین‌وزن یواف سی ثابت کرد که انتقادها نادرست بوده‌است.

### قهرمانی سنگین‌وزن یواف سی
کین ولاسکز پس از غلبه بر آنتونیو نوگرا، مسابقه بر سر قهرمانی سنگین‌وزن یو اف سی را بدست آورد و در رویداد ufc121 براک لزنر قهرمان آن زمان را در همان راند اول با TKO (ناک اوت فنی) شکست داد و قهرمان سنگین‌وزن یو اف سی شد. کین بعلت پارگی روتاتور کاف (یا کلاهک چرخاننده) درشانه راست خود در طول مبارزه خود با براک لزنر رنج می‌برد. بعد از مسابقه جراحی روی شانه راست او انجام گرفت. همچنین در طول آن مبارزه کین ضربه ای به گونهٔ سمت چپ براک لزنر وارد کرد که هنوز هم با گذشت این همه سال جای زخم آن ضربه کامل از بین نرفته‌است.

#### مبارزهٔ اول باجونیور دوس سانتوس
کین در رویداد UFC ON FOX به مصاف جونیور دوس سانتوس رفت اما جونیور توانست کین را در ۱ دقیقه و ۴ ثانیه ناک اوت کند و عنوان قهرمانی را از ولاسکز بگیرد.
کین که به شدت دنبال انتقام و باز پس‌گیری کمربند بود، در رویداد UFC 146 آنتونیو سیلوا را در راند اول به طرز فجیعی شکست داد تا بتواند یک مسابقهٔ دوباره مقابل جونیور دوس سانتوس دریافت کند. (این مبارزه یکی از خونین‌ترین مبارزات تاریخ یواف سی بود)

#### مبارزهٔ دوم باجونیور دوس سانتوس
کین ولاسکز در رویداد UFC155 دوباره به مصاف جونیور دوس سانتوس رفت و با امتیاز و تصمیم داوران برنده شد و توانست برای بار دوم قهرمان سنگین‌وزن یو اف سی شود. کین ولاسکز به اولین مبارز در تاریخ یواف سی تبدیل شد که به رقم سه‌گانه ۱۱۱ ضربه قابل توجه دست یافته‌است. در ۲۹ دسامبر ۲۰۱۲ در یواف سی ۱۵۵ در مبارزه دوم بین کین ولاسکز و دوس سانتوس کین با ۱۱ تیک داون و زدن ۱۱۱ ضربه قابل توجه رکورد استثنایی را بنام خود به ثبت رساند.
کین پس این مسابقه در رویداد UFC160 باز هم به مصاف انتونیو سیلوا رفت و در ۱ دقیقه و ۲۱ ثانیه او را شکست داد و از عنوانش دفاع کرد

#### مبارزهٔ سوم باجونیور دوس سانتوس
در اکتبر ۲۰۱۳ در UFC 166 کین ولاسکز برای سومین بار با جونیور دوس سانتوس رو به رو شد و در یک مسابقه خونین و مهیج دوس سانتوس را در راند پنجم با ناک اوت فنی شکست داد و مثل مبارزهٔ دومشان کین ضربات بسیار سنگینی به دوس سانتوس وارد کرد و پس از سه مبارزه با همدگیر کین برتری خودش را نسبت به جونیور ثابت کرد؛ و برای بار دوم از عنوانش دفاع کرد.
در ۲۱ اکتبر ۲۰۱۴ اعلام شد که کین به دلیل پاره شدن منیسک و رگ به رگ شدن MCL در زانوی راست خود باید تحت عمل جراحی قرار گیرد. در۲۳ اکتبر ۲۰۱۴ عمل منیسک او با موفقیت انجام گرفت.

### شکست از فابریسیو وردوم
کین ولاسکز سال ۲۰۱۵ در مکزیکوسیتی در UFC188 با شکست ناباورانه ای مقابل فابریسیو وردوم مواجه شد و کین بر خلاف سایر مبارزه‌هایش این دفعه در همان دقایق اول نفس کم آورد و بدنش خالی کرد و سرانجام در راند سوم تسلیم فابریسیو وردوم شد. نکته ای که اینجا وجود داشت این بود که این مسابقه در مکزیکوسیتی برگزار شده بود و ارتفاع مکزیکوسیتی از سطح دریا بیش از دوهزار متر است و کین ولاسکز فقط دو هفته در آنجا تمرین کرده بود، در حالی که وردوم از ماه‌ها پیش خودش را به آنجا رسانده بود و خیلی بهتر از کین توانست خودش را با شرایط جوی آنجا وفق بدهد.

خاویر مندز مربی کین می‌گوید:
((کین نمی‌خواست در شهر برگزار کننده مسابقات مکزیکوسیتی تمرین کند تا خودشو را با اب و هوا تطبیق بدهد مؤسس AKA (آکادمی کیک بوکسینگ آمریکا)گفت که او به سختی تلاش کرد تا توانست کین را متقاعد کند که قبل از رویارویش با وردوم فقط دو هفته در آنجا تمرین کند. از طرف دیگر وردوم ماه‌ها در ارتفاعات اطراف مکزیکوسیتی تمرین کرده بود. وردوم در طول سال گذشته اول برای مبارزه اش در یواف سی ۱۸۰ و بعد برای یواف سی ۱۸۸ که هر دو در مکزیکوسیتی بودند خود را آماده کرده بود))
مندز خودش را سرزنش می‌کند برای اینکه نتوانست کین را به خوبی وردوم آماده کند. مندز در حین مصاحبه خود با Talkingbrawls mma گفت:
((من گند زدم. من این بار گند زدم. وظیفه من بود که مبارزم را به بهترین شکل ممکن آماده کنم و من ان شب این کار را نکردم. من در شغلم شکست خوردم. با احترام به حرفهای کین که گفته بود مقصر این باخت خود من بودم اما او مقصر نبود. تقصیر از من بود. من مسئولیت داشتم که اب و هوا و تمام چیزهای دیگر را بررسی کنم. من گند زدم و نمی‌خواهم دوباره اشتباهم را تکرار کنم. مشخص بود که کین آمادگی کمی برای مبارزه با وردوم را در چنین ارتفاعی داشته‌است. برای یک دقیقه او وردوم را به زمین زد اما وردوم بلند شد. من فهمیدم که کین به سختی نفس می‌کشد و من گفتم اه لعنتی .. من هرگز کین را اینطوری ندیده بودم. من در طول مبارزه خیلی نگران بودم. کین در تمام طول مبارزه دچار مشکل بود. هیچ چیز درست انجام نشد. پاهایش انگار مال خودش نبودند. وردوم ان شب مثل یک سوپر من بود. برای من ۱۱۰ درصد نداشتن تمرین در ارتفاعات اصلی‌ترین دلیل شکست کین بود. او تا قبل از مسابقه بهترین کین ممکن در کمپ تمرینی بود. او ۱۰۰در صد سالم بود. او در بهترین فرم خودش بود. او در باشگاه بدون هیچ مشکلی به هرکسی حمله می‌کرد. او مصدومیتی نداشت. او هیچ مشکلی نداشت. اما در مسابقه او شبیه بدترین کینی بود که من تا بحال دیده بودم. نمی‌دانم چطوری توضیحش بدهم مندز بهانه ای نیاورد و گفت. بهتر بودن فایتر به بهتر آماده کردن فایتر بستگی دارد. او گفت. وردوم یک فایتر واقعاً عالی است و تو نمی‌توانی در مقابلش اشتباه کنی. آنها اشتباهی نداشتند ولی ما زیاد اشتباه داشتیم. اون و مربیش کارشان را درست انجام دادند و من کارم را درست انجام ندادم))
سال بعد کین ولاسکز در UFC200 تراویس بروون را توانست در راند اول شکست دهد.

### بازگشت پس از سه سال
کین ولاسکز پس از تقریباً سه سال دوری از قفس، در رویداد UFC ON ESPN با فرانسیس انگانو رو به رو شد و در ۲۶ ثانیه شکست خورد.

### حواشی مبارزه ولاسکز و انگانو
فرانسیس انگانو توانست کین ولاسکوئز را شکست دهد. اما موضوعی که بعد از این رویداد مورد بررسی قرار گرفت، بحث بر سرچگونگی به‌دست آمدن پیروزی انگانو بوده‌است، موضوعی که مورد اختلاف است.
در هنگام مبارزه بعد از حرکت کین به سمت انگانو به قصد زیرگیری و زمین زدن؛ بعد از اینکه انگانو کمی مقاومت کرد در انتهای این فرایند؛ درست در لحظه ای که کین در حال جا به جایی پای خود بود، انگانو ضربه آپرکات کوتاه و ضعیفی را زد و کین تعادل خود را از دست داد؛ به سمت پایین فرود بدی روی زانو چپش داشت؛ به همراه دردی که در ظاهر خودش هم در حین فرود مشخص بود.
کین ولاسکوئز در کنفرانس خبری بعد از رویداد اعلام کرد: نتیجه این مبارزه با یک اتفاق تصادفی و غیرعادی به دلیل آسیب زانو به‌دست آمده‌است.
فرانسیس انگانو هم در پرسش خبرنگاران اینگونه جواب داد که ویدیو مبارزه خودش بیانگر همه چیز است.
سرمربی کین ولاسکوئز؛ خاویر مندز که ویدیو را تماشا کرده بود نظری متفاوت از انگانو داشت.

خاویر مندز گفت:
((اگر واقعاً با دقت ویدیو را تماشا کنید؛ مشاهده می‌کنید که ضربه اپر کات وارد شده بدون قدرت انچنانی و و کوتاه ناقص بوده؛ اما اگر توجه نکنید فکر می‌کنید این ضربه آپرکات واقعاً کارساز بوده و همین باعث زمین‌خوردن کین شده‌است. . اما این نبود؛ این مشکل زانو کین بود و اصطلاحاً کین زانو زد؛ این موضوع اوضاع رو خراب کرد؛ قبل از اینکه بخواد اتفاق دیگری رخ بده. من در اینستاگرام این موضوع را اعلام کردم؛ نه همه؛ اما اکثر مردم به این مورد اذعان داشتند و این مورد را قبول داشتند))

## سبک و استایل مبارزه
کین ولاسکز یکی از بهترین مبارزان تاریخ یو.اف.سی و ام ام ای می‌باشد. کین چون در گذشته کشتی‌گیر بوده، دارای مهارت کشتی و گرپلینگ فوق‌العاده ای است و بر خلاف جُثه و فیزیک بدنیش که عضله‌ای نیست، قدرت کشتی و قدرت مشت زنی بسیار بالایی هم دارد. در یک ویدیو که قبل از مبارزه اش با براک لزنر به جهت آنالیز وی گرفته بودند، قدرت مشت‌های کین به کیسه بوکس ۲۲۳۰ پوند معادل ۱۰۱۱ کیلوگرم محاسبه شده بود. مهارت استرایکینگ و کیک بوکسینگ عالی و ضربات ترکیبی سهمگین و قدرت ناک اوت فوق‌العاده و کشتی و گرپلینگ سطح بالا از او یک مبارز کامل ساخته. او با وجود اینکه کمربند مشکی جوجیتسوی برزیلی دارد ولی تا حالا با سابمیشن حریف را تسلیم نکرده. کین ولاسکز بیشتر مسابقاتش را با ناک اوت فنی برنده شده.
اما مهم‌ترین چیزی که ولاسکز را از تمام فایترهای ام ام ای متمایز می‌کند، کاردیو (نفس) بسیار بالا و تمام نشدنی اوست. چیزی که این قابلیت کین ولاسکز را جالب می‌کند این است که او سنگین‌وزن است و جابه‌جا کردن این وزن بدون کم آوردن نفس بسیار دشوار است به خصوص برای کسی که از اول تا آخر مبارزه‌هایش قادر است فنون کشتی را اجرا کند و دائماً حمله کند و رو به جلو حرکت کند اما با این وجود او بهترین کاردیو را در تاریخ ام ام ای دارد به همین دلیل لقب او (کاردیو کین) است. جو روگان گزارشگر مسابقات یو.اف.سی بارها به این موضوع اشاره کرده است: «کین ولاسکز بهترین کاردیویی که در تمام عمرم دیدم را دارد.»

## رکورد مبارزات MMA
| بررسی رکورد مسابقات حرفه‌ای               |                                                 |                                                  |
| خطای عبارت: عملگر < دور از انتظار مسابقه | خطای عبارت: نویسه نقطه‌گذاری شناخته نشده «۱» برد | خطای عبارت: نویسه نقطه‌گذاری شناخته نشده «۲» باخت |
| ناک‌اوت                                   | ۱۲                                              | ۲                                                |
| By submission                            | 0                                               | ۱                                                |
| تصمیم داور                               | ۲                                               | 0                                                |

| نتیجه. | رکورد | حریف                  | روش                                       | رویداد                               | تاریخ          | راند | زمان | مکان                                   | یادداشت                                                 |
| ------ | ----- | --------------------- | ----------------------------------------- | ------------------------------------ | -------------- | ---- | ---- | -------------------------------------- | ------------------------------------------------------- |
| باخت   | ۱۴–۳  | فرانسیس انگانو        | ناک اوت (ضربات مشت)                       | UFC on ESPN: Ngannou vs. Velasquez   | ۱۷ فوریه ۲۰۱۹  | 1    | 0:26 | Phoenix, Arizona, United States        |                                                         |
| برد    | ۱۴–۲  | تراویس برون           | ناک اوت فنی (ضربات مشت)                   | UFC 200                              | ۹ ژوئیه ۲۰۱۶   | 1    | 4:57 | Las Vegas, Nevada, United States       | جایزه عملکرد شب.                                        |
| باخت   | ۱۳–۲  | فابریسیو وردوم        | سابمیشن (guillotine choke)                | UFC 188                              | ۱۳ ژوئن ۲۰۱۵   | 3    | 2:13 | Mexico City, Mexico                    | از دست دادن عنوان قهرمانی سنگین‌وزن UFC.                 |
| برد    | ۱۳–۱  | جونیور دوس سانتوس     | ناک اوت فنی (کوبیدن سر به زمین و مشت زدن) | UFC 166                              | ۱۹ اکتبر ۲۰۱۳  | 5    | 3:09 | Houston, Texas, United States          | دفاع از عنوان قهرمانی سنگین‌وزن UFC.                     |
| برد    | ۱۲–۱  | انتونیو سیلوا         | ناک اوت فنی (ضربات مشت)                   | UFC 160                              | ۲۵ مه ۲۰۱۳     | 1    | 1:21 | Las Vegas, Nevada, United States       | دفاع از عنوان قهرمانی سنگین‌وزن UFC.                     |
| برد    | ۱۱–۱  | جونیور دوس سانتوس     | رای متحد کل داوران                        | UFC 155                              | ۲۹ دسامبر ۲۰۱۲ | 5    | 5:00 | Las Vegas, Nevada, United States       | برنده شدن عنوان قهرمانی سنگین‌وزن UFC.                   |
| برد    | ۱۰–۱  | انتونیو سیلوا         | ناک اوت فنی (ضربات مشت)                   | UFC 146                              | ۲۶ مه ۲۰۱۲     | 1    | 3:36 | Las Vegas, Nevada, United States       |                                                         |
| باخت   | ۹–۱   | جونیور دوس سانتوس     | ناک اوت (مشت)                             | UFC on Fox: Velasquez vs. Dos Santos | ۱۲ نوامبر ۲۰۱۱ | 1    | 1:04 | Anaheim, California, United States     | از دست دادن عنوان قهرمانی سنکین وزن UFC.                |
| برد    | ۹–۰   | براک لزنر             | ناک اوت فنی (ضربات مشت)                   | UFC 121                              | ۲۳ اکتبر ۲۰۱۰  | 1    | 4:12 | Anaheim, California, United States     | برنده شدن عنوان قهرمانی سنگین‌وزن UFC. جایزه ناک اوت شب. |
| برد    | ۸–۰   | انتونیو رودریگو نوگرا | ناک اوت (ضربات مشت)                       | UFC 110                              | ۲۱ فوریه ۲۰۱۰  | 1    | 2:20 | Sydney, Australia                      | جایزه ناک اوت شب.                                       |
| برد    | ۷–۰   | بن راثول              | ناک اوت فنی (ضربات مشت)                   | UFC 104                              | ۲۴ اکتبر ۲۰۰۹  | 2    | 0:58 | Los Angeles, California, United States |                                                         |
| برد    | ۶–۰   | چیک کونگو             | رای متحد کل داوران                        | UFC 99                               | ۱۳ ژوئن ۲۰۰۹   | 3    | 5:00 | Cologne, Germany                       |                                                         |
| برد    | ۵–۰   | دنیس استونیج          | ناک اوت فنی (ضربات مشت)                   | UFC Fight Night: Lauzon vs. Stephens | ۷ فوریه ۲۰۰۹   | 2    | 2:34 | Tampa, Florida, United States          | جایزه ناک اوت شب.                                       |
| برد    | ۴–۰   | جیک او برین           | ناک اوت فنی (ضربات مشت)                   | UFC Fight Night: Silva vs Irvin      | ۱۹ ژوئیه ۲۰۰۸  | 1    | 2:02 | Las Vegas, Nevada, United States       |                                                         |
| برد    | ۳–۰   | برد موریس             | ناک اوت فنی (ضربات مشت)                   | UFC 83                               | ۱۹ آوریل ۲۰۰۸  | 1    | 2:10 | Montreal, Quebec, Canada               |                                                         |
| برد    | ۲–۰   | جرمیا کنستانت         | ناک اوت فنی (ضربات مشت)                   | BodogFight: St. Petersburg           | ۱۶ دسامبر ۲۰۰۶ | 1    | 4:00 | St. Petersburg, Russia                 |                                                         |
| برد    | ۱–۰   | جسی فوجارسزیک         | ناک اوت فنی (ضربات مشت)                   | Strikeforce: Tank vs. Buentello      | ۷ اکتبر ۲۰۰۶   | 1    | 1:58 | Fresno, California, United States      |                                                         |